# 鍵 (漫画)
『鍵 -かぎ-』（かぎ）は、望月花梨による日本の漫画作品。
単行本は白泉社花とゆめコミックスより全1巻 (ISBN 4-592-17288-4) 。

## 収録作品
鍵―かぎ―
『花とゆめ』2002年10号 掲載
楽しみにしていた生徒会主催の新入生歓迎会を体調不良のせいで途中退場した服部は、付き添ってくれた同性の親友・亀田に、その頃から恋心を抱き始める。親友関係が崩れるのを恐れた服部は、自分の気持ちに鍵をかけるが、亀田に好きな人ができ、状況が変わっていく。
単行本あとがき「ノドアメイカガ」は、本作の描き下ろしの続編となっている。
アルカロイド
『花とゆめ』2001年10号 掲載
幼なじみの順に初めての手料理を「まずい」と言われて以来、料理の腕を磨いてきた七実（なみ）。だが、再び「まずい」と言われるのを恐れて作ることは一度もなかった。
家庭科の調理実習で七実は、何かにつけてつっかかってくる、折り合いの良くない女子・大森と同じ班になる。大森に、順を縛っていると言われた七実は……。
呼吸
『別冊花とゆめ』2002年5月号 掲載
クラスでいじめにあっていて、毎日が息苦しいと感じる美樹子、そんな美樹子を構うちさ。ちさが美樹子のことを構うのには理由があって……。
夜 夜中
『ザ花とゆめ』2002年8月1日号 掲載
夫婦喧嘩の絶えない隣人一家を見て、亜子は「隣のしげおはあの家の本当の子どもではなくて、近頃、近所にひっそりと現れる謎の女が本当の親なのかも」などと想像を膨らませていたが……。
犬と夏服
『ザ花とゆめ』10月1日号 掲載
体育倉庫で読書していた三橋。そこへ韮崎が自分に気づかないまま、着替えて出ていった。あとに残された無防備に脱ぎ散らかされた韮崎の制服を、三橋は隠してしまう。